# 国际会计准则第10号
国际会计准则第10号（IAS 10）资产负债表日后发生的事项是国际会计准则之一，簡稱：IAS 10，生效始自1980年1月1日，目的是統一按標準化編寫财务报表。
IAS 10內容提及或有事项和资产负债表日期以后发生的重要性事项的会计处理和必要的報表揭示。
有一些「或有事项」是另有會計准则指引的，例如：
1. 人寿保险公司的保险单或有负债；
2. 退休金计划的付款或有责任，《国际会计准则第19号（IAS 19）退休金费用》
3. 长期租赁合同的或有承诺，《國際會計準則第17號（IAS 17）租賃》
4. 所得税，《国际会计准则第12号（IAS 12）所得税会计》

## 外部連線
- 10
- 10）资产负债表日后发生的事项[永久]